# Marika Rivera
Marika Rivera (* 13. November 1919 in Paris; † 14. Januar 2010 in Charlton Down, Dorset) war eine französische Schauspielerin.

## Biografie
Marika Rivera war die uneheliche Tochter des mexikanischen Künstlers Diego Rivera und der Malerin Marija Bronislawowna Worobjowa-Stebelskaja, bekannt unter dem Künstlernamen „Marewna“. Diego Rivera, der seit 1911 mit Angelina Beloff verheiratet war, nahm Marika als Tochter nicht an. So wuchs sie bei ihrer Mutter auf, die später mit Chaim Soutine liiert war. Rivera erhielt Tanz- und Schauspielunterricht. 1938 heiratete sie den Maler Jean Paul Brusset und bekam von ihm einen Sohn namens Jean Brusset. In zweiter Ehe war sie verheiratet mit Rodney Philipps, dem von 1949 bis 1957 die Athelhampton Hall im englischen Dorset gehörte. Dort gebar sie 1949 ihren zweiten Sohn David Philipps. Nach der zweiten Ehe lebte sie mit ihren Kindern und ihrer Mutter in Ealing, einem Londoner Vorort. Die letzten Jahre ihres Lebens verbrachte sie wieder in Dorset.
Als Schauspielerin tourte Rivera mit einer „One-Woman-Show“ durch England, spielte aber auch in Ensemble-Stücken. Unter ihren Filmen ragen Darling und Fellinis Casanova heraus, in denen sie ihre dynamische Persönlichkeit zur Geltung bringen konnte.